# Paszkowo (obwód penzeński)
Paszkowo (ros. Пашково) – osiedle w Rosji, w obwodzie penzeńskim, w rejonie ziemietczińskim. W 2010 liczyło 1433 mieszkańców.